# РК Југовић
РК Југовић је рукометни клуб из Каћа, Србија. Клуб је основан 25. јуна 1956. године као РК Младост, а данашње име Југовић је добио 9. јуна 1960. године. Највећи успех у европским такмичењима је освајање ЕХФ Челенџ купа 2001. године. Од 1984. се такмичи у Суперлиги Србије.

## Успеси

### Национална такмичења
- Национални куп - 0
  - Куп Србије :
    - Финалиста (1) : 2006/07.

### Међународна такмичења
- ЕХФ Челенџ куп:
  - Победник (1): 2000/01.
  -  Трећа рунда (1): 2001/02
- ЕХФ куп:
  -  Трећа рунда (1): 2002/03

## Дворана Храм
Од 2000. године РК Југовић наступа у новој хали капацитета 2000 гледалаца, а која се налази у оквиру спортско-трговинско-културног центра Светосавски дом, који се налази у самом центру Каћа.

## Први тим
- Душан Шипка (капитен)
- Дејан Милосављев (голман)
- Немања Белош
- Никола Врговић
- Немања Вучићевић
- Тадеј Добријевић (голман)
- Стефан Илић
- Александар Куртеш
- Роберт Селеши
- Никола Црноглавац
- Никола Куртеш
- Мијодраг Матић (голман)
- Милан Лисица
- Вељко Момиров

## Познати бивши играчи
- Арпад Штербик ( ИХФ играч године 2005. )
- Драган Шкрбић ( ИХФ играч године 2000. )
- Тихомир Додер
- Добривоје Марковић
- Рајко Продановић
- Божо Рудић
- Ненад Перуничић
- Небојша Јокић
- Горан Арсенић
- Милорад Кривокапић
- Зоран Куртеш
- Марко Крсманчић
- Драган Гвозденовић
- Горан Арсенић
- Шандор Ходик
- Божо Рудић
- Марко Кривокапић
- Милорад Деспотовић
- Миодраг Вујадиновић
- Милан Павлов
- Лазар Савић
- Дејан Проле
- Светислав Веркић
- Милован Ерцег
- Никола Марковић
- Милан Мирковић
- Ђурађ Трбојевић
- Милан Торбица
- Славиша Цвијовић
- Зоран Винчић
- Жељко Савић
- Урош Мандић
- Душан Шипка
- Саша Пуљизовић

## Познати бивши тренери
- Зоран Куртеш
- Горан Куртеш
- Бранислав Зељковић
- Љубомир Обрадовић
- Владан Јордовић
- Душан Mирковић